# Panserbrydende granat

Panserbrydende granater anvendes til bekæmpelse af pansrede køretøjer og skibe. I  mindre kalibre op til og med 12,7 mm taler man normalt om panserbrydende projektiler, idet de som regel er uden sprængsats. I kalibre større end 12,7 mm kan der være indstøbt en sprængladning i granaten. Panserbrydende ammunition vil ofte være forsynet med en lyssporsats i bagenden af projektilet/granaten med henblik på at kunne følge projektilets skudbane frem mod målet.
Panserbrydende granater var tidligere normalt fremstillet af særligt hårdt stål for at kunne gennemtrænge panserstål, normalt i kraft af granatens meget høje hastighed (kinetiske energi). Omkring 2. verdenskrig udvikledes en helt ny type panserbrydende granat baseret på hulladningen. Denne type har stort set samme virkning uanset granatens hastighed ved anslaget. Moderne panserbrydende kampvognsgranater er normalt konstrueret efter discarding sabot-princippet, og betegnes som underkalibreret ammunition. Granaten består af en pilformet kerne af wolfram eller forarmet uran (U-238), med meget mindre kaliber end kampvognskanonen, men omgivet af et sæt udfyldningsklodser (sabot – fra spansk zapato: træsko), som kastes af, når granaten forlader kanonen. Disse granater har en høj mundingshastighed, og deres evne til at gennemtrænge moderne kampvognes meget tykke og stærke panser er en kombination af stor kinetisk energi ved anslaget og projektilkernens ekstreme hårdhed. Skade på kampvognens besætning vil ofte blive forårsaget af afsprængte fragmenter fra indersiden af panseret.